# Lepteces
Lepteces is een geslacht van kreeftachtigen uit de klasse van de Malacostraca (hogere kreeftachtigen).

## Soort
- Lepteces ornatus Rathbun, 1893